# Weihebroen
Weihebroen er en jernbanebro, der indgår som en del af Zhengzhou–Xi'an passagerjernbane, som er en højhastighedsjernbane mellem Zhengzhou og Xi'an i Folkerepublikken Kina. Weihebroen er 79,732 km lang og krydser floden Wei He to gange. Broen var ved sin fuldførelse verdens længste, men blev i 2010 overgået af to andre kinesiske jernbanebroer. 
Den kan beskrives som en jernbanerute på stylter (viadukt) da målet med broen ikke primært er at krydse floder og dale, men at holde en jævn højde med god afstand til jorden både af sikkerhedsgrunde og for ikke at hindre krydsende trafik eller jordbrug. Dette er noget som er blevet meget normalt for jernbane- og motorvejsruter både på det kinesiske fastland og i Taiwan.
Broen blev fuldført i 2008, og passagerlinjen åbnet i februar 2010.